# Pula (Itália)
Pula é uma comuna italiana da região da Sardenha, em cidade metropolitana de Cagliari, com cerca de 6.533 habitantes. Estende-se por uma área de 138 km², tendo uma densidade populacional de 47 hab/km². Faz fronteira com Domus de Maria, Santadi, Sarroch, Teulada, Villa San Pietro.

## Demografia
| Variação demográfica do município entre 1861 e 2011                               |
|                                                                                   |
| Fonte: Istituto Nazionale di Statistica (ISTAT) - Elaboração gráfica da Wikipedia |